# Lipoptena mazamae
Lipoptena mazamae, Két hươu miền Tân nhiệt đới, là một loài ruồi thuộc họ Hippoboscidae. Chúng sống ký sinh hút máu trên mình loài hươu đuôi trắng - Odocoileus virginianus ở đông nam Hoa Kỳ và Trung Mỹ, hươu gạc đỏ - Mazama americana ở Mexico tới phía bắc Argentina, và ngoài ra còn có trên các thú nuôi, báo Cougar trên lục địa - Puma concolor, và con người.
Chúng thường bị nhầm thành bọ ve.